# Liste der Wallerer Häuser
In der Liste der Wallerer Häuser sind Kulturdenkmale in der Bauart eines Wallerer Hauses (tschechisch Volarský dům) in der Stadt Volary (deutsch Wallern) und in der Region Jihočeský kraj (Südböhmen) in Tschechien aufgeführt. Grundlage ist der Denkmalkatalog (pamatkovykatalog.cz).

## Allgemeines
Die Hausnummern „čp.“ sind eine Konskriptionsnummern (tschechisch číslo popisné). Angegeben sind auch die Hausnamen. Die meisten Gebäude wurden 1958 als Kulturdenkmale in die Liste eingetragen und mit Wirkung ab 1963 unter Schutz gestellt. Viele stehen in einer Denkmalzone im Norden der Stadt, die am 25. Juli 1995 in das Denkmalreservat (památková rezervace) der Stadt Volary (ÚSKP 1074) aufgenommen wurden.
Die folgende Liste umfasst auch denkmalgeschützte Stadel und Scheunen direkt neben den Wallerer Häusern. Zwei denkmalgeschützte Objekte bestehen nicht mehr. Wallerer Häuser in Holzbauweise ohne Denkmalschutz sind in Volary nicht vorhanden.
Das Forsthaus (čp. 10) in Dobrá (Guthausen) bei Stožec (Tusset) und ein Wohnhaus in Železná Ruda (Markt Eisenstein) gehören zum Typus Wallerer Häuser. Beide stehen aber nicht unter Denkmalschutz.

## Liste der Wallerer Häuser in Volary
Diese Liste ist durch Anklicken der Pfeilsymbole sortierbar.
| Bezeichnung         | Lage               | Beschreibung                                                                             | Hausname                      | Bild                    |
| ------------------- | ------------------ | ---------------------------------------------------------------------------------------- | ----------------------------- | ----------------------- |
| Budějovická čp. 41  | Budějovická (Lage) | Wallerer Haus, heute Penzion „Sněžná“                                                    | Zenz oder Stainer-Helm        | Budějovická čp. 41      |
| Budějovická čp. 42  | Budějovická (Lage) | Wallerer Haus                                                                            | Gordn-Schnaider               | Budějovická čp. 42      |
| Soumarská čp. 55    | Soumarská (Lage)   | Wallerer Haus                                                                            | Weber-Fülp oder Zaisl         | Soumarská čp. 55        |
| Soumarská čp. 56    | Soumarská (Lage)   | Scheune eines ehemaligen Wallerer Haus                                                   | Sterner-Schnaider             | Soumarská čp. 56        |
| Příčná čp. 67       | Příčná (Lage)      | Wallerer Haus                                                                            | Motz-Odum oder Khulwat-Binder | Příčná čp. 67           |
| Česká čp. 70        | Denkmalzone (Lage) | Wallerer Haus, Museum, die Scheune wurde abgerissen                                      | Luther                        | Česká čp. 70            |
| Česká čp. 71        | Denkmalzone (Lage) | Wallerer Haus, Museum, mehrere Nebengebäude                                              | Schworz-Werdl                 | Česká čp. 71 (rechts)   |
| Česká čp. 81        | Denkmalzone (Lage) | Kleines Wallerer Haus (18.–19. Jh.)                                                      | Gullner                       | Česká čp. 81 (rechts)   |
| Česká čp. 96        | Denkmalzone (Lage) | Wallerer Haus                                                                            | Goudl-Häusl                   | Česká čp. 96            |
| Česká čp. 99        | Denkmalzone (Lage) | Wallerer Haus                                                                            | Ouwa Schmied                  | Česká čp. 99            |
| Česká čp. 102       | Denkmalzone (Lage) | Wallerer Haus, verschindelte Westfassade, mehrere Nebengebäude, Haus am Goldenen Steig   | Bouderer                      | Česká čp. 102           |
| Česká čp. 102       | Denkmalzone (Lage) | Heustadel des Haus čp. 102, Zufahrt aus Felsplatten                                      |                               | Česká čp. 102 (Stadel)  |
| Česká čp. 102       | Denkmalzone (Lage) | Scheune des Haus čp. 102, Feldsteinmauer                                                 |                               | Česká čp. 102 (Scheune) |
| K. V. Raise čp. 104 | Denkmalzone (Lage) | Wallerer Haus                                                                            | Weber-Fülp                    | K. V. Raise čp. 104     |
| K. V. Raise čp. 159 | Denkmalzone (Lage) | Wallerer Haus (18. Jh.), Schindeldeckung und hölzerne Dachrinnen, nach Brand restauriert | Zaunbaur                      | K. V. Raise čp. 159     |
| K. V. Raise čp. 162 | Denkmalzone (Lage) | Wallerer Haus                                                                            | Koasser-Peter                 | K. V. Raise čp. 162     |
| K. V. Raise čp. 163 | Denkmalzone (Lage) | Wallerer Haus                                                                            | Spiagl-Hiasl                  | K. V. Raise čp. 163     |
| K. V. Raise čp. 164 | Denkmalzone (Lage) | Wallerer Haus                                                                            | Sixl-Werdl                    | K. V. Raise čp. 164     |
| K. V. Raise čp. 166 | Denkmalzone (Lage) | Wallerer Haus, seltenes Backsteinhaus, Dach verändert und modernisiert.                  | Waßbort                       | K. V. Raise čp. 166     |

### Abgegangene Baudenkmale
| Bezeichnung         | Lage               | Beschreibung                                              | Hausname       | Bild                |
| ------------------- | ------------------ | --------------------------------------------------------- | -------------- | ------------------- |
| K. V. Raise čp. 160 | Denkmalzone (Lage) | Das angrenzende Wallerer Haus wurde 1965–1970 abgerissen. | Woufai         | K. V. Raise čp. 160 |
| K. V. Raise čp. 171 | Denkmalzone (Lage) | Eingestürztes Wallerer Haus, Haus am Goldenen Steig.      | Schmasser-Fest | K. V. Raise čp. 171 |

## Wallerer Häuser ohne Denkmalschutz
| Bezeichnung              | Lage                  | Beschreibung | Hausname | Bild                            |
| ------------------------ | --------------------- | --- | -------- | ------------------------------- |
| Forsthaus (Dům čp. 10)   | Dobrá (Stožec) (Lage) | Wallerer Haus, Forsthaus mit Glockentürmchen; ohne Denkmalschutz.                                                                       | –        | Forsthaus Dobrá                 |
| Wohnhaus in Železná Ruda | Železná Ruda          | Wallerer Haus, ehemals mit Legbretterdach. Heute zwei verschindelte und zwei modern gestaltete Fassaden, Blechdach; ohne Denkmalschutz. | –        | Haus in Železná Ruda (ca. 1920) |